# Chanteclair (dessinateur)
Lucien Émery, dit Chanteclair, né à Marest-Dampcourt le 31 octobre 1874 et mort à Compiègne le 8 octobre 1965, est un dessinateur français et est le principal caricaturiste du journal antisémite La Libre Parole illustrée.

## Parcours

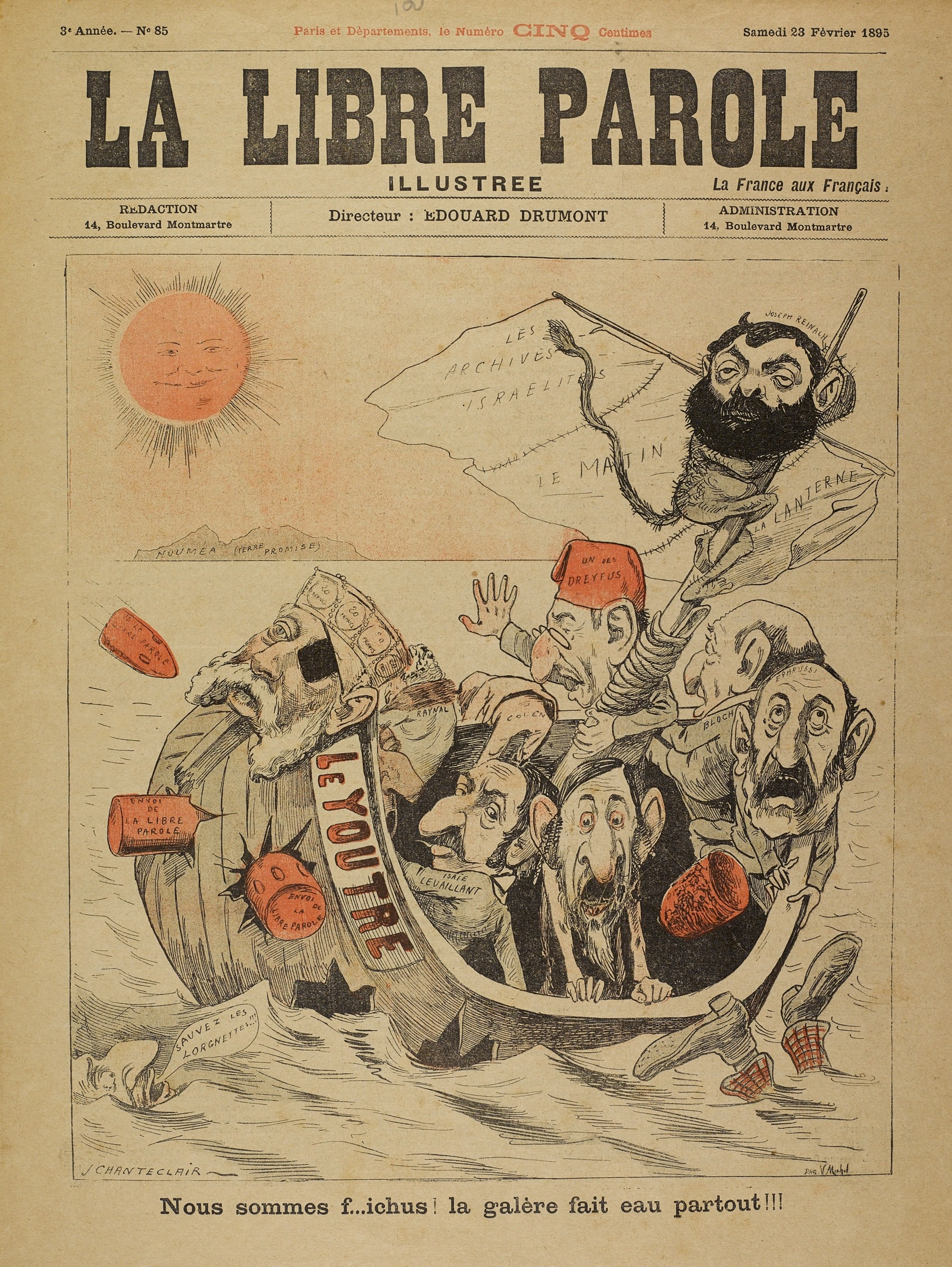
Nous sommes f...ichus couverture de la Libre Parole illustrée de 1895.

Introduit à La Libre Parole illustrée par Émile Cohl en 1893, il signe « J. Chanteclair » en dernière page du journal d'Edouard Drumont. Quelques mois suffisent pour que le jeune dessinateur remplace son maître pour les « unes » de l'hebdomadaire à partir du 4 août 1894 (n°56). La collaboration des deux caricaturistes prend fin en 1898, avec leur participation commune à L’Image pour rire, « journal hebdomadaire, satirique, politique et littéraire » solidement nationaliste.
Il signe Chanteclair ses dessins politiques et de son nom de naissance, Émery, ses dessins dans la presse d'humour (L'Image pour Rire, Frou-frou, Risette, Pêle-Mêle, Sourire, L'Assiette au beurre...) nationale ou du département de l'Aisne (Le Réveil de l'Aisne, Le Combat, Le Cri-cri...)